# Газда Ромуальд Володимирович
Ромуальд Володимирович Газда (нар. 1915, Відень — пом. 1975, Львів) — радянський футбольний суддя. Суддя всесоюзної категорії (1962), представляв Львів. Провів 1 гру у вищій лізі СРСР 1961 року (між київським «Динамо» і харківським «Авангардом»).
Донька: Тереса (нар. 1944).